# After All (groupe)
Pour les articles homonymes, voir After All.
After All est un groupe belge de thrash metal, originaire de Bruges, en Région flamande.

## Histoire

### Débuts
Au début de 1987, le guitariste Dries Van Damme et Christophe Depree, ainsi que les frères Bert et Peter De Meyer, forment le groupe Crap Society à Bruges. Ils jouent ensemble dans cette constellation jusqu'en 1988, date à laquelle Bert De Meyer quitte le groupe. En conséquence, le batteur Peter De Meyer passe de la batterie à la basse. Wijnand Desreveaux et Chris De Neve, un nouveau chanteur et un nouveau batteur, rejoignent ensuite le groupe. En raison de ces nombreux changements, le groupe se rebaptise ensuite At Least. At Least se produit pour la première fois en mai 1989 avec le groupe de metal Evil Sinner à Koekelare. En été de la même année, ils sortent leur première démo Peace on Earth.
En 1990, le groupe se rebaptise définitivement After All, après qu'un autre groupe de Bruges se soit également appelé At Least.

### Percée
Entre septembre et octobre 1991, le groupe enregistre quatre chansons au studio C.C.R. à Zulte, qui sont publiées en été 1992 dans l'album Dusk, limité à 500 exemplaires. Peu de temps après, le bassiste Peter De Meyer quitta le groupe en compagnie de Wijnand Desreveaux. Le rôle de chanteur est occupé par Piet Focroul et le bassiste Peter est remplacé à court terme par Yannic Kermarrec et Joachim Meese, jusqu'à ce qu'il devienne officiellement le nouveau bassiste en 1993. En 1994, After All remporte le Rudd Rock Rally et joue ensuite au Rudd Rock Festival devant 5 000 fans. C'était la première fois que le groupe se produisait devant une telle foule.
En 1995, le groupe enregistre son deuxième album, Wonder, au studio Hype Power d'Alost, qui est vendu exclusivement en Belgique. Au début de 1996, After All se produit avec Anathema et The Gathering lors de vastes concerts en Belgique. De plus, ils donnent leurs premiers concerts aux Pays-Bas. Entre le 28 mars et le 28 avril 1997, After All enregistre son troisième album Transcendent au studio Hype Power. En plus de la Belgique, on pouvait l'acheter en Allemagne, en France et en Suisse. L'album a été si bien accueilli qu'After All donne plusieurs concerts avec des groupes comme Megadeth, Apocalyptica et Saxon. En 1998, le groupe s'est principalement concentré sur l'écriture des paroles, car il cherchait son propre style pour l'accompagner dans sa carrière, et c'est ainsi qu'il a réécrit et réenregistré beaucoup de ses anciennes chansons en 1998.

### Retour
After All reste silencieux jusqu'en 2000, date à laquelle plusieurs labels, dont Cannibaelus Records, contactent finalement le groupe. Les albums No Recollection et Dead Loss verront le jour. Un an plus tard, After All revoit son style musical. Ils écrivent des chansons encore plus extrêmes et plus hard, revenant ainsi à leurs débuts. À partir de mars 2002, le groupe enregistre l'album Mercury Rising. La batterie et la basse sont enregistrées à Alost, la guitare et le chant au studio Spiderhouse à Berlin. L'album sort un an plus tard sous le label belge Mausoleum Records. La même année, le batteur Chris De Neve quitte le groupe et est remplacé par Kevin Strubbe. Malgré ce revers, After All continue à jouer en concert avec des groupes comme Exodus ou Destruction ; en 2003, ils jouent avec Overkill et Seven Witches. À la fin de l'année, ils avaient donné près de 50 concerts au total, principalement en Belgique, mais aussi en Allemagne, en Suisse et au Luxembourg.
En 2004, After All (ré)enregistre le successeur de Mercury Rising, The Vermin Breed, au studio Spiderhouse de Berlin. Frustré et furieux de la mauvaise promotion de Mausoleum Records, le groupe se met à la recherche d'un nouveau label jusqu'à ce qu'il signe un an plus tard un contrat avec le label allemand Dockyard 1, qui lance The Vermin Breed. After All entame ensuite ses deux premières tournées européennes avec Metal Church, Heathen, Tankard, et Candlemass notamment.
Au début de 2005, le groupe signe avec le label Dockyard 1. En 2006, leur album This Violent Decline sort dans toute l'Europe et en Amérique du Nord, attirant au passage l'intérêt de la presse spécialisée,,,. De plus, ils jouent dans de grands festivals comme le Halloween Smashfest allemand ou le High Voltage Fest en Belgique. Entre 2007 et 2009, d'autres concerts suivent, ainsi que des festivals et des concerts. En 2009, le neuvième album Cult of Sin sort avec 11 chansons. Le groupe continue à jouer selon son concept, jusqu'à ce que finalement, en 2010, le chanteur Piet Focroul et le bassiste Erwin Casier quittent le groupe après presque 20 ans de collaboration et mettent définitivement fin à leur carrière. Depuis, le nouveau leader d'After All est Sammy Peleman et le nouveau bassiste Frederik Vanmassenhove.
En 2022, le groupe publie un nouvel album studio, intitulé Eos,.

## Discographie

### Albums studio
- 1995 : Wonder (Donor Productions)
- 1997 : Transcendent (Watt’s'On Records)
- 2000 : No Recollection (Cannibaelus Records)
- 2000 : Dead Loss (Rokarola Records)
- 2003 : Mercury Rising (Mausoleum Records)
- 2005 : The Vermin Breed (Dockyard 1, Killer Metal Records)
- 2006 : This Violent Decline (Dockyard 1)
- 2009 : Cult of Sin (Dockyard 1)
- 2012 : Dawn of the Enforcer (Ván Records)
- 2016 : Waves of Annihilation (NoiseArt Records)
- 2022 : Eos

### Démos et EP
- 1989 : Peace on Earth (démo)
- 1992 : Dusk (EP) (All Records)
- 2001 : The Bereaved (EP)
- 2002 : Armageddon Come (EP)
- 2006 : The Devil’s Pathway (EP)
- 2010 : Betrayed by the Gods (EP)
- 2011 : Becoming the Martyr (EP)
- 2015 : Rejection Overruled (EP)